# 瓦氏宝螺
瓦氏宝螺，又名紫口拟枣贝，为腹足纲宝贝科的海洋軟體動物。舊屬宝螺属及拟枣贝属，今被劃歸Contradusta屬。

## 亞種
- Contradusta walkeri continens (Iredale, T., 1935)  [6]
- Contradusta walkeri surabajensis  Schilder, F.A., 1937 [7]
- Contradusta walkeri walkeri  (Sowerby, G.B. I, 1832)  [8]

## 分佈
本物種分佈於澳大利亚、西太平洋的中国大陆、台湾岛，包括南海、日本、東南亞地區（马来西亚、菲律宾、加里曼丹、印度尼西亚）、南太平洋地區（威克岛、斐济群岛、新喀里多尼亚及密克羅尼西亞）、印度洋的马尔代夫、红海、塞舌爾群島等海域，属于暖海产。该物种的模式产地在波斯湾。

## 棲息地
多棲息於熱帶的潮下带及水深約5—25（16—82英尺）的大陸棚，一般都是珊瑚礁或石底。

## 簡述
這些寶螺科的物種平均長度有19—23（0.75—0.91英寸），而最小也有14（0.55英寸），最多有39（1.5英寸）。牠們的形狀一般都是卵形，背部平滑光亮，基本上都是淺褐色，或有深褐色的橫斑及少量不規則的褐色斑點。邊緣白色，有褐色的點。外殼內側可能是紫色。而貝殼的活體的外套膜透明，有短短的感官乳頭。

### 圖集
|  |  |  |  |

## 外部連結
- 維基物種上的相關：瓦氏宝螺
- Biolib （页面存档备份，存于）
- Clade（页面存档备份，存于）